# ポール与那嶺
ポール 与那嶺（Paul Yonamine、1957年8月20日 - ）は、アメリカ人実業家、米国公認会計士。日立コンサルティング代表取締役社長や、日本アイ・ビー・エム代表取締役社長、GCA取締役会長を経て、セントラル・パシフィック・バンク取締役会長。

## 人物・経歴
東京都出身。父は元プロ野球選手の与那嶺要。セント・メリーズ・インターナショナル・スクールを経て、1979年サンフランシスコ大学経済学部会計学・財務学専攻卒業、ピート・マーウィック・ミッチェル会計事務所入所。1983年カリフォルニア州公認会計士登録。1992年KPMG入社。1996年KPMG Hawaiiマネージングパートナー。
1999年KPMGコンサルティング代表取締役社長。2001年KPMGコンサルティングインク上席副社長兼アジア太平洋地区総責任者。2001年KPMGコンサルティング代表取締役会長。2005年ホノルル市長特別顧問。2006年日立コンサルティング代表取締役社長兼CEO。2010年日本アイ・ビー・エム取締役専務執行役員営業担当-インダストリアル・通信・メディア・公益事業。2010年日本アイ・ビー・エム取締役専務執行役員営業担当-インダストリアル・通信・メディア・公益事業兼ゼネラル・ビジネス担当。
2011年日本アイ・ビー・エム取締役専務執行役員営業担当。2012年日本アイ・ビー・エム取締役専務執行役員インダストリー営業統括本部長。2013年日本アイ・ビー・エム取締役副社長執行役員インダストリー営業統括本部長。2014年日本アイ・ビー・エム取締役副社長執行役員 インダストリー事業本部長兼バリュー・クリエーション担当。2015年日本アイ・ビー・エム代表取締役社長執行役員。
2017年GCA取締役会長、セントラル・パシフィック・バンク取締役。2018年セントラル・パシフィック・ファイナルシャル・コーポレーション会長兼CEO兼セントラル・パシフィック・バンク取締役会長。2019年三井住友銀行取締役。2020年サークレイス取締役、米日カウンシル理事会理事長。2021年Whole Earth Foundationアドバイザー。2022年セブン&アイ・ホールディングス取締役